# Artigas
Artigas är en stad i Uruguay. Det är den administrativa huvudorten för departementet med samma namn. Staden är belägen vid floden Guareim vid gränsen mot Brasilien, och har 41 687 invånare (2004). På den brasilianska sidan floden ligger staden Quaraí. 
Artigas är uppkallad efter nationalhjälten, José Gervasio Artigas, och grundades den 12 september 1852 av Don Carlos Catala. Artigas är den stad i Uruguay som ligger längst från huvudstaden Montevideo, 600 km bort .